# Ecionemia nigra
Ecionemia nigra är en svampdjursart som beskrevs av William Johnson Sollas 1888. Ecionemia nigra ingår i släktet Ecionemia och familjen Ancorinidae.
Artens utbredningsområde är Kap Verde. Inga underarter finns listade i Catalogue of Life.